# Phasia albopunctata
Phasia albopunctata är en tvåvingeart som först beskrevs av Baranov 1935.  Phasia albopunctata ingår i släktet Phasia och familjen parasitflugor. Inga underarter finns listade i Catalogue of Life.